# 1324 Knysna
Az 1324 Knysna (ideiglenes jelöléssel 1934 LL) a Naprendszer kisbolygóövében található aszteroida. Cyril Jackson fedezte fel 1934. június 15-én, Johannesburgban.